# Anhock-Spreizhaltung
Unter der Anhock-Spreizhaltung (ASH) versteht man jene Körperhaltung, die ein Neugeborenes automatisch einnimmt, wenn man es hochhebt: Die Beine sind angehockt, die Knie auf Nabelhöhe und die Oberschenkel leicht abgespreizt. Diese Haltung ist prädestiniert dazu, dass das Kind auf der Hüfte eines Erwachsenen getragen werden kann, und liegt begründet in der stammesgeschichtlichen Entwicklung des Menschen.

## Stammesgeschichtliche Grundlagen
Eigenheiten, die das Überleben einer Art sichern, haben sich über mehrere zehntausend Jahre hinweg entwickelt. Für das Überleben des Menschen war es sinnvoll, die Jungen mit sich zu tragen. Daher haben sich die Kinder an das Getragenwerden angepasst: die sogenannte Anhock-Spreizhaltung, die leicht gebogene Form der Unterschenkelknochen, ein gerundeter Rücken, Klammerreflex, Schreien beim Hinlegen – beim Hinlegen verspürt das Kind Todesangst, da es ursprünglich nur mit Hilfe der Mutter überleben konnte. Sein Schrei ist ein Kontaktruf.
Menschen in den Industrieländern haben erst seit wenigen hundert Jahren einen Lebensstil, der es erlauben würde, die Kinder gefahrlos hinzulegen. Wenige hundert Jahre (auch die 10.000 Jahre, seit die allermeisten Menschen sesshaft geworden sind) reichen nicht aus, um Reflexe, die über Jahrmillionen entstanden sind, auszulöschen.

## Das Baby – angepasst an das Getragenwerden
Wer einen Säugling beobachtet, dem fällt auf, wie er seine Beine anwinkelt und leicht spreizt; er ist nicht in der Lage, die Beine gerade zu strecken. Besonders wenn eine ihm bekannte Person zu ihm tritt, zieht das Baby die Beine an, in Erwartung des Hochgenommenwerdens. Wird das Baby hochgenommen, verstärkt sich dies noch. Es hockt die Beine an, in Erwartung, getragen zu werden. Setzt man sich den Säugling auf die Hüften, ist erkennbar, dass diese Anhock-Spreizstellung die optimale Stellung ist, um von der tragenden Person getragen zu werden. Zur Unterstützung sind auch die Unterschenkel eines kleinen Babys noch leicht nach innen gekrümmt, wodurch es sich beim Reiten auf der Hüfte besser halten kann. Auch der gerundete Rücken des Babys passt ins Bild: Um am Körper der Mutter getragen zu werden, braucht sich das Baby nicht aufzurichten. Vielmehr ist die Beugung nach vorne sinnvoll, um sich an der Mutter anlehnen zu können. Das Anlehnen wiederum ist sinnvoll, weil damit das Nach-hinten-Fallen vermieden werden kann.
Diese Reflexe sind dem Kind angeboren und zeichnen es unter anderen Eigenheiten als Tragling aus. Dieser Jungentypus wurde 1970 durch den Biologen Bernhard Hassenstein eingeführt.

## Anatomische Fakten

### Hüfte
Auch am Skelett des Kindes ist die Anpassung an das Getragenwerden zu erkennen. Das Skelett des Neugeborenen ist noch nicht vollständig verknöchert. Bestimmte Teile sind noch knorpelig, beispielsweise die Hüftpfanne und der Oberschenkelkopf. Die Ossifikation beginnt ausgehend von den Ossifikationskernen in der Mitte dieser Strukturen. Oft ist die Hüfte eines Babys noch unreif. Dies ist nicht weiter schlimm, denn das Kind bringt die genannten Reflexe mit, die es beim Hochheben automatisch die Anhock-Spreizstellung und den gerundeten Rücken einnehmen lassen. Auf der Hüfte – dem von Natur aus zum Tragen des Säuglings vorgesehenen Platz – sind die Oberschenkel des Kindes in einem Winkel von 100° bis 110° (Oberschenkel im Vergleich zum gestreckten Bein, der Oberschenkel ist also stärker als beim Sitzen (etwa 90°) angewinkelt) angehockt, und die Spreizung der Beine beträgt ungefähr 45° (Winkel Oberschenkel–Beckenmitte/Hüftgelenk). In dieser Stellung drücken die Köpfe der Oberschenkelknochen ins Zentrum der Hüftpfannen. Die Belastung der Pfannenränder ist gleichmäßig verteilt. Die Verknöcherung kann optimal – ohne Verformungen – erfolgen. Es bilden sich gut ausgebildete Schenkelköpfe und Hüftpfannen. In anderen Stellungen dagegen, etwa mit hängenden Beinen, drücken die Köpfe der Oberschenkelknochen an die noch knorpeligen und damit verformbaren Pfannenwände und -ränder, und Verformungen an Oberschenkelknochen-Köpfen und Rändern der Hüftpfannen können die Folge sein.
Nicht nur die Knochen, auch die Bänder und Muskeln profitieren von der Anhock-Spreizhaltung. In dieser sind Muskeln und Bänder der Beine in Ruhestellung und werden nicht gedehnt. Die Bewegung während des Tragens fördert außerdem die Durchblutung von Knochen und Gelenken sowie Muskeln und damit die raschere und bessere Verknöcherung und frühere Kräftigung der Muskeln.
Weil das korrekte Tragen die Bildung gesunder Hüften ideal fördert, kann Tragen vor allem im Babytragetuch als präventive oder gar unterstützende Maßnahme bei Hüftdysplasie eingesetzt werden. Außerdem kann mit dieser Tragemethode Kontaktverlusten gelenkbildender Knochenenden (Hüftluxation) vorgebeugt werden. Bei einer falschen Anwendung können jedoch Folgeschäden entstehen, weshalb Eltern empfohlen wird, mit dem Orthopäden und einer zertifizierten Trageberaterin zusammenzuarbeiten.

### Rücken
Dass ein Baby einen runden Rücken hat, ist durchaus sinnvoll: Ein Tragling muss sich nicht aufrichten können, um am Körper der Mutter getragen zu werden. Vielmehr ist die Beugung nach vorne sinnvoll, um sich an der Mutter anlehnen zu können. Das Anlehnen wiederum ist sinnvoll, weil damit das Nach-hinten-Fallen vermieden werden kann. Die Doppel-S-Form des Rückens wird zwar im Kern bereits im Mutterleib angelegt, bildet sich erst mit der Zeit heraus und ist dann abgeschlossen, wenn das Kind selbständig gehen kann und damit nicht mehr auf das Getragenwerden angewiesen ist.
Die Streckung der Wirbelsäule verläuft in drei Phasen:
1. Nach der Geburt ist der Rücken rund (Totalkyphose). Nach etwa 6 Wochen beginnt das Kind, den Kopf zu heben. Wenn das Kind sich mit etwa 4 Monaten auf die Unterarme stützen kann, ist die Streckung (beziehungsweise: die Halswirbel richten sich nach oben-vorne auf) der Halswirbelsäule fertig vollzogen (Halslordose).
2. Als Nächstes beginnt das Kind, sich aufzusetzen. Dazu werden die Brustwirbel nach oben-hinten aufgerichtet. Die sogenannte Brustkyphose ist vollzogen, wenn das Kind selbständig sitzen kann, das heißt, von alleine über Rotation in den Sitz kommt.
3. Zuletzt folgt die Lendenlordose. Die Lendenwirbel richten sich nach oben-vorne auf, sobald sich das Kind an Gegenständen hochzuziehen beginnt. Abgeschlossen ist diese Phase – und damit die gesamte Streckung des Rückens – mit dem freien Gehen des Kindes.

Die Bandscheiben sind bei der Geburt noch nicht voll entwickelt und sind stark durchblutet. Erst mit der Aufrichtung des jeweiligen Abschnittes der Wirbelsäule erhalten sie ihre volle Funktion. Wird der Rücken in dieser sensiblen Zeit gestaucht, kann es für die Bandscheiben und noch weichen Wirbelkörper Entwicklungsprobleme geben.

## Zusammenhang von Anhock-Spreizhaltung und gerundetem Rücken
Kleinkinder, die einen noch runden Rücken haben, nehmen von sich aus die Anhock-Spreizhaltung ein, denn durch den runden Rücken kippt das Becken nach hinten und die Oberschenkel werden angewinkelt. Es kann nur richtig eingehockt werden, wenn der Rücken rund werden kann, und der Rücken wiederum kann nur rund werden, wenn die Beine korrekt angehockt sind. Umgekehrt bedeutet es: Wird ein Kind flachgedrückt (sei es durch eine ungeeignete Tragehilfe oder Bindeweise mit einem Tragetuch), sodass das Becken des Kindes nach vorn gekippt wird, entsteht im Extremfall ein Hohlkreuz, und eine Anhock-Spreizhaltung wird unmöglich.
Noch schutzbedürftiger ist das Kind im Schlaf, weil dann die Muskulatur des Kindes erschlafft und ohne Halt der Rücken in sich zusammensacken würde, was die erwähnten negativen Konsequenzen für die Wirbelsäule zur Folge haben könnte.

## Resultate daraus für das Tragen von Babys und Kleinkindern
- Das Kind muss im Tuch oder in der Tragehilfe die ihm angeborene Haltung einnehmen können: runder Rücken und Anhock-Spreizhaltung, die einander bedingen.
- Der Winkel zwischen den Beinen beträgt etwa 90°, der Winkel zwischen Oberschenkel und Wade im Verhältnis gerades Bein – gebeugtes Bein beträgt etwa 100° bis 110° (die Knie befinden sich etwa auf Bauchnabelhöhe des Kindes).
- Da der Rücken noch sehr empfindlich ist und niemals zusammensacken darf, ist eine besonders gute Abstützung gerade im Schlaf vonnöten.
- Daher soll sich das Tragetuch oder die Tragehilfe wie eine Bandage um das gesamte Kind schmiegen können.
- Der Kopf soll frei bleiben, damit das Kind den Kopf gerade halten kann und eine gute Sicht hat. Zugleich muss der Nackenbereich gut abgestützt werden können. Ungenügende Abstützung des Nackenbereiches kann eine Ausrenkung der Halswirbel zur Folge haben! Und doch darf nichts im Nacken drücken, da ungünstiger Druck ebenso ungünstige Folgen haben kann.